# Öffentliche Bedürfnisanstalt Herner Straße Bochum

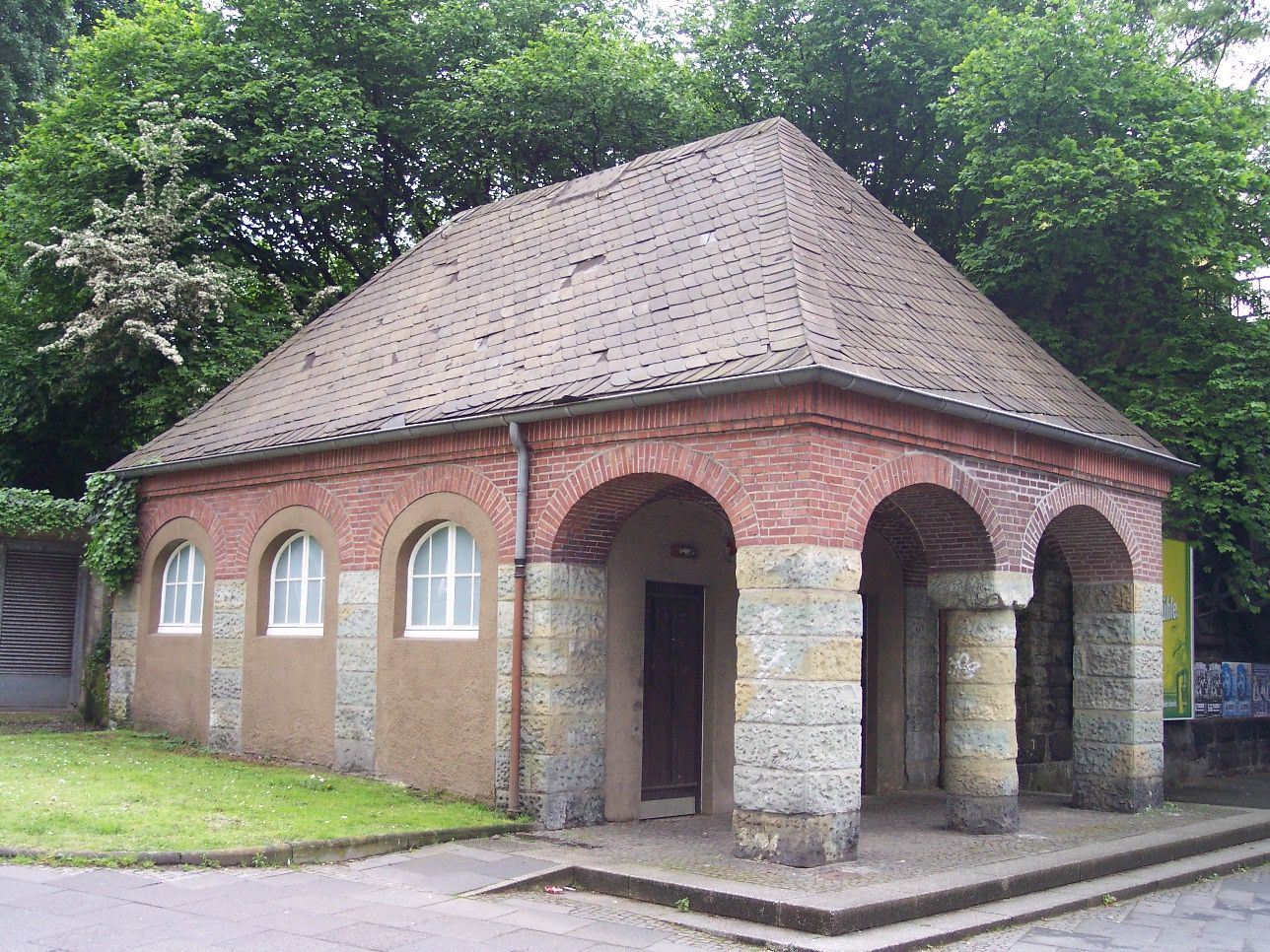
Toilettenhäuschen, erbaut ca. 1912

Die Bedürfnisanstalt an der Herner Straße in Bochum ist ein Toilettenhäuschen unmittelbar zwischen dem Deutschen Bergbaumuseum und der Technischen Hochschule Georg Agricola.
Es wurde etwa 1912 zeitgleich mit der benachbarten Eisenbahnbrücke als Ergebnis eines städtebaulichen Architekturwettbewerbs aus Backstein errichtet. Während die ersten öffentlichen Bedürfnisanstalten in Paris um 1790 und in London 1852 eröffnet wurden, gingen in Bochum ab 1877 erste Einrichtungen aus Holz und Gusseisen der steinernen Bauweise voraus.
Das Gebäude war bis 1993 im Gebrauch der ursprünglichen Funktion. Es wurde am 9. Dezember 1996 in die Denkmalliste eingetragen und aufwändig saniert. Nach langem Leerstand wurde das städtische Objekt an den Portikus Förderverein e.V. vermietet. Ein Portikus bezeichnet eine von Säulen getragene, zu den Seiten hin offene Vorhalle, die auch dieses Gebäude aufweist. Die Sanitäranlagen und Trennwände wurden entfernt, verbliebene Leitungen und Graffiti hingegen erhalten.
Seit November 2010 finden hier unter dem Label „Neonhalle“ regelmäßige Kunstausstellungen statt.